# Vikram Bhatt
Vikram Bhatt (ur. 27 stycznia 1969 w Bombaju) – bollywoodzki reżyser i scenarzysta filmowy. Znany z remake'ów hollywoodzkich filmów. Pochodzi z wpływowej w Bollywoodzie rodziny Bhattów z Gudźaratu. Jest bratankiem reżysera Mahesha Bhatt i synem Mukesha Bhatta. Jego kuzynką jest aktorka i reżyser Pooja Bhatt. Spokrewniony jest też ze znanym scenarzystą Robinem Bhattem.
Nominowany do Nagrody Filmfare dla Najlepszego Reżysera za Raaz.

## Wybrana filmografia

### Reżyser
- Life Mein Kabhie Kabhie (2007)
- Speed (2007)
- Red (film) (2007)
- Ankahee (2006)
- Deewane Huye Pagal (2005)
- Jurm (2005)
- Elaan (2005)
- Aetbaar (2004)
- Footpath (2003)
- Inteha (2002)
- Awara Paagal Deewana (2002)
- Aap Mujhe Achche Lagne Lage (2002)
- Raaz (2002)
- Kasoor (2001)
- Ghulam (1998)
- Bombai Ka Babu (1996)
- Madhosh (1994)
- Jaanam (1993)

### Scenarzysta
- Yakeen (2005)
- Bardaasht (2005)
- Aetbaar (2004)